# Oromština
Oromština je afroasijský jazyk používaný zejména v etiopském regionálním a hustě zalidněném státě Oromie. Tímto jazykem mluví národ Oromů. Oromština je největším kušitským jazykem, který náleží do rodiny jazyků afroasijských. V Etiopii jde o nejrozšířenější jazyk, nikoli však o úřední jazyk (tím je amharština). Je rodným jazykem zhruba 25 milionů lidí v Etiopii, zhruba 360 000 v severní Keni a 42 000 v Somálsku. Existují různé dialekty tohoto jazyka, které jsou často vzájemně nesrozumitelné. Podle počtu rodilých mluvčí je to čtvrtý největší africký jazyk, více rodilých mluvčí má jen arabština, svahilština a hauština.
Pro zápis jazyka se používá latinka a etiopské písmo.

## Příklady

### Číslovky
| oromsky | česky |
| tokko   | jeden |
| lama    | dva   |
| sadi    | tři   |
| afur    | čtyři |
| shan    | pět   |
| jaya    | šest  |
| torba   | sedm  |
| saddeet | osm   |
| sagal   | devět |
| khudan  | deset |

## Vzorový text

### Všeobecná deklarace lidských práv
| oromsky | Namooti hundinuu birmaduu ta'anii mirgaa fi ulfinaanis wal-qixxee ta'anii dhalatan. Sammuu fi qalbii ittiin yaadan waan uumamaan kennameef, hafuura obbolummaatiin walii-wajjin jiraachuu qabu. |
| česky   | Všichni lidé se rodí svobodní a sobě rovní co do důstojnosti a práv. Jsou nadáni rozumem a svědomím a mají spolu jednat v duchu bratrství.                                                      |